# 江苏碘泡虫
江苏碘泡虫（学名：Myxobolus kiangsuensis）为碘泡科碘泡虫属的动物。在中国，分布于江苏等，营寄生生活，寄生在泥鳅的口腔、鳃。